# Lucien Halter

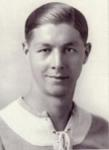
Halter im Trikot von Strasbourg

Lucien Halter (* 1. September 1911 in Hoenheim; † 24. Mai 1985 ebenda) war ein französischer Fußballspieler, der in den 1930er-Jahren für die Vereine Racing Strasbourg und FC Mulhouse aktiv war.

## Karriere
Halter gelang 1929 die Aufnahme in die erste Mannschaft von Racing Strasbourg, die damals in der regionalen Meisterschaft des Elsass antrat. Landesweite Spielklassen bestanden nicht, bis 1932 mit der Division 1 eine frankreichweite Profiliga eingeführt wurde. Anders als der regionale Rivale FC Mulhouse zählte Racing nicht zu den Gründungsmitgliedern der neuen ersten Liga. Der vornehmlich im rechten Mittelfeld eingesetzte Spieler entschied sich daraufhin für einen Wechsel nach Mulhouse. Er wurde aufgeboten, als seine Mannschaft am 11. September 1932 in der Eröffnungspartie mit 2:3 gegen den Hauptstadtverein Club Français unterlag. Eine nur im Eröffnungsjahr gegebene Besonderheit war die Einteilung der höchsten französischen Spielklasse in zwei verschiedene Staffeln. Die Elsässer zählten zur Gruppe A und mussten 18 Spiele bestreiten. Halter verpasste keine Begegnung, konnte aber nicht verhindern, dass Mulhouse unter den zehn Mannschaften der Gruppe den letzten Platz belegte und damit am Ende der Saison 1932/33 absteigen musste. Der Abstieg erfolgte in die Division 2, die 1933 als weitere Profiliga unterhalb der Division 1 eingeführt wurde.
Im Vorfeld der Spielzeit 1933/34 entschied sich Halter für die Rückkehr zu Racing Strasbourg, das ebenfalls zu den Gründungsmitgliedern der zweiten Liga zählte. Er selbst zählte damit sowohl zu den Pionieren der ersten als auch der zweithöchsten Spielklasse. Bei Strasbourg erhielt er auf Anhieb einen festen Stammplatz und erreichte mit der Mannschaft ebenso wie Mulhouse 1934 die Aufstiegsrelegation. Letztlich schafften beide elsässische Klubs den Sprung in die Erstklassigkeit. Nach dem Aufstieg entwickelte sich Strasbourg auf Anhieb zu einer Spitzenmannschaft, wobei Halter seinen festen Stammplatz behielt. Neben der Vizemeisterschaft 1935 und einem dritten Platz 1936 gelang der Elf der Einzug ins französische Pokalendspiel 1937. Der Mittelfeldspieler führte die Elsässer als Kapitän auf das Feld, musste allerdings eine 1:2-Niederlage gegen den FC Sochaux miterleben, womit nach dem guten Abschneiden in der Liga ein möglicher Titelgewinn erneut nur knapp verpasst wurde. In den Saisons 1937/38 und 1938/39 blieb er mit Strasbourg klar hinter der Spitzengruppe der ersten Liga zurück. Der Beginn des Zweiten Weltkriegs führte 1939 zur Einstellung des regulären Spielbetriebs und beendete damit auch Halters Profikarriere. In deren Verlauf hatte er insgesamt 185 Erstligapartien (18 für Mulhouse und 167 für Strasbourg) ohne eigenen Torerfolg bestritten. Eine Berufung in die französische A-Nationalmannschaft konnte er nicht vorweisen, allerdings hatte er zeitweise der B-Nationalelf Frankreichs angehört.